# Sanatruk II.
Sanatruk II. Partski, sin Mitridata IV. Partskega in med spornim vladanjem njegovega strica Kosroja I. leta 116 kandidat za prestol Partskega cesarstva, * ni znano, † ni znano.
Ko je rimski cesar Trajan leta 116 napadel Partsko cesarstvo in odstavil Kosroja I. v korist svojega marionetnega vladarja Partamaspata, sta Sanatruk II. in Mitridat IV. skupaj prejela kraljevski diadem in nadaljevala vojno proti Rimljanom v Mezopotamiji. Trajan ju je porazil in po zmagi Mezopotamijo razglasil za rimsko provinco. Ko so se Rimljani umaknili, je Kosroj I. pregnal Partamaspata in ponovno zasedel partski prestol.
Mitridat IV. je partski prestol zasedel šele po smrti Kosroja I. okoli leta 129. Za svojega naslednika je imenoval sina Sanatruka II., ki je še pred zasedbo prestola padel v bitki z Rimljani.
| Sanatruk II. Arsakidska dinastijaRojen: ni znano Umrl: ni znano |                                            |                      |
| Vladarski nazivi                                                |                                            |                      |
| Predhodnik: Partamaspat                                         | Veliki kralj (šah) Partskega cesarstva 116 | Naslednik: Kosroj I. |